# Creswick
Creswick är en ort i Australien. Den ligger i kommunen Hepburn och delstaten Victoria, omkring 100 kilometer nordväst om delstatshuvudstaden Melbourne. Antalet invånare är 2 485.
Runt Creswick är det glesbefolkat, med 9 invånare per kvadratkilometer.. Närmaste större samhälle är Ballarat, omkring 15 kilometer söder om Creswick.
I omgivningarna runt Creswick växer i huvudsak städsegrön lövskog. Genomsnittlig årsnederbörd är 690 millimeter. Den regnigaste månaden är juli, med i genomsnitt 87 mm nederbörd, och den torraste är januari, med 20 mm nederbörd.